# István Nemere
Dans le nom hongrois Nemere István, le nom de famille précède le prénom, mais cet article utilise l’ordre habituel en français István Nemere, où le prénom précède le nom.
István Nemere, né le 8 novembre 1944 à Pécs (royaume de Hongrie) et mort le 15 novembre 2024, est un écrivain de science-fiction, traducteur et espérantiste hongrois.

## Biographie

### Jeunesse et études
István Nemere naît le 8 novembre 1944 à Pécs dans le royaume de Hongrie. Son père, Ferenc Nemere (Niedermayer de son vrai nom), est ophtalmologue. Sa mère, Mária Nemere, née Kiss, est infirmière. Il grandit à Tihany. De 1951 à 1963, il étudie à Veszprém.
En 1962, István Nemere apprend l’espéranto.
En 1966, il épouse la Polonaise Teresa Kuryłowicz. Il déménage en Pologne, où il travaille à la bibliothèque de l’université Copernic, située à Toruń. Teresa Nemere parle l’espéranto, donne des cours d’apprentissage de la langue à l’université de Toruń et utilise cette langue pendant près de 40 ans dans son travail au musée etnographique de Toruń.
En 1972, il rentre en Hongrie, s’installe à Esztergom et étudie le métier de libraire à l’université Loránd-Eötvös de Budapest, dont il est diplômé en 1975,.

### Carrière d’auteur
En 1971, István Nemere gagne le concours organisé par le cercle littéraire La Patrolo (eo),. Après avoir obtenu cette récompense, il met en pause son activité espérantiste pendant près de 10 ans.
En 1974, il publie son premier livre A rémület irányítószáma. Puis en 1977 le second, A Triton-gyilkosságok, en 1979 le troisième Műkincsrablók a kisbolygón et en 1980, le quatrième A fantasztikus nagynéni,. Dès lors, son travail d’auteur lui permet de vivre. Il publie plus de 700 livres.
En 1983, lors de la convention européenne annuelle de la science-fiction, il est codistingué, avec l’auteur britannique Christopher Priest, meilleur auteur européen de science-fiction,.
En 1991, István Nemere cofonde la branche espérantophone du Centre PEN et en occupe la présidence de 1991 à 1999, puis entre 2022 et 2004.

## Œuvres

### En espéranto
- (eo) La naŭa kanalo, 1981
- (eo) La fermita urbo (eo), 1982
- (eo) La blinda birdo, 1983
- (eo) Sur kampo granita, 1983
- (eo) Febro, 1984
- (eo) La monto, 1984
- (eo) La alta akvo, 1985
- (eo) Serĉu mian sonĝon, 1987
- (eo) Terra, 1987
- (eo) Dum vi estis kun ni, 1988
- (eo) Vivi estas danĝere, 1988

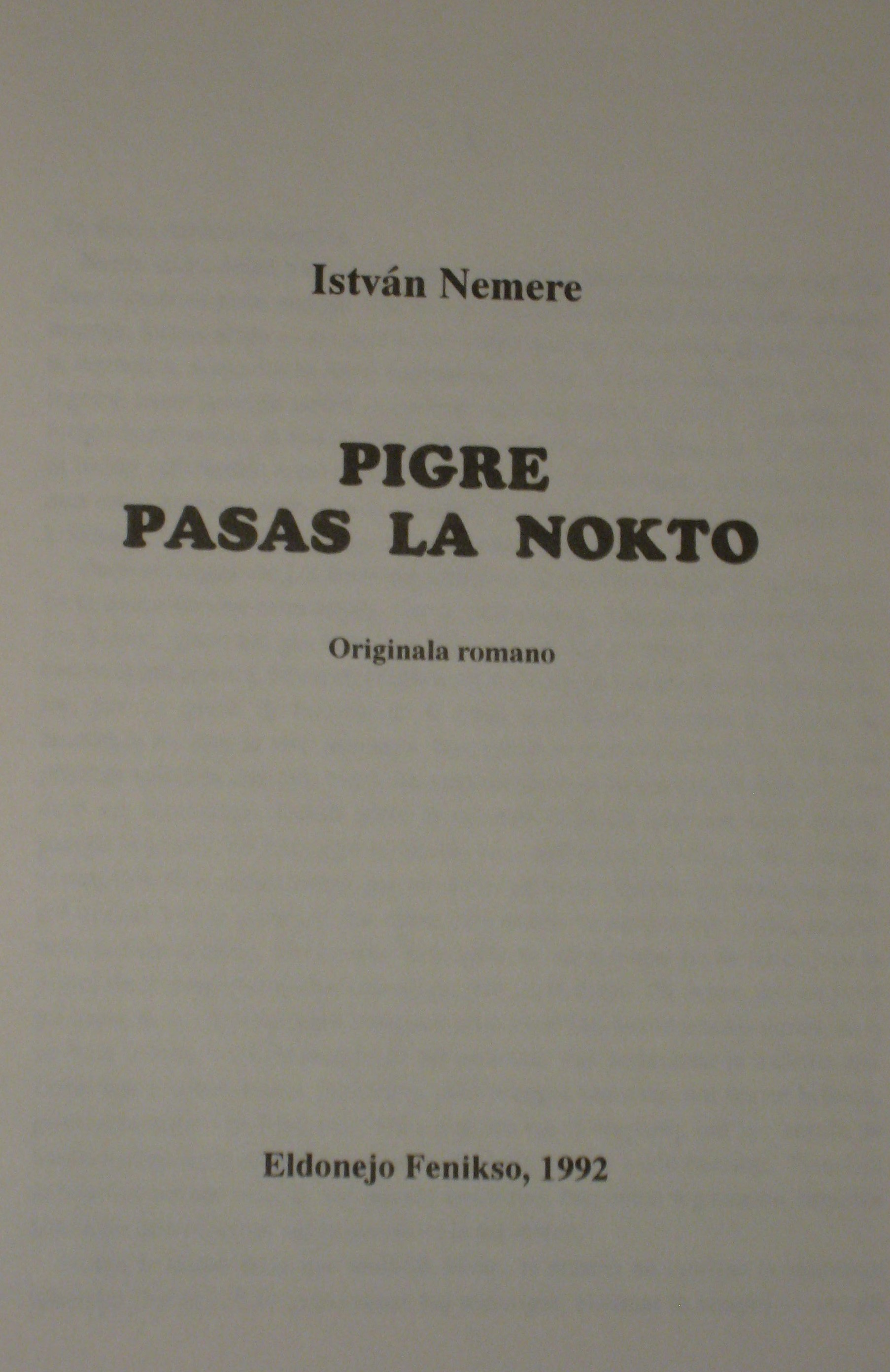
Pigre pasas la nokto, 1992.

- (eo) Vi povas morti nur dufoje, 1989
- (eo) Krokize de mia ĝardeno, 1992
- (eo) Pigre pasas la nokto, 1992
- (eo) Nesto de viperoj, 1994
- (eo) Amparolo, 1997
- (eo) Serĉu kaj vi trovos!, 1999
- (eo) Vizito sur la Teron (eo), 2001
- (eo) Krias la silento, 2002
- (eo) Vismar, 2008
- (eo) Jesa, 2009
- (eo) Serpentoj en la puto, 2009